# Merismomorpha faunus
Merismomorpha faunus är en stekelart som beskrevs av Girault 1933. Merismomorpha faunus ingår i släktet Merismomorpha och familjen puppglanssteklar. Inga underarter finns listade i Catalogue of Life.